# Centre Català de Luxemburg
El Centre Català de Luxemburg (Lëtzebuerger Katalanenzentrum en luxemburguès) és un casal català amb seu a Luxemburg reconegut per la Generalitat de Catalunya. Va ser fundat a principis d'octubre de 1987, i és actualment una de les entitats catalanes més actives a Europa. És membre fundador de la Federació Internacional d'Entitats Catalanes (FIEC), que agrupa les associacions catalanes presents arreu del món.
El Centre Català de Luxemburg ha organitzat concerts, conferències, exposicions, cursos de llengua catalana (per a nens i per a adults), cinema (el cicle de cinema català a Luxemburg es va iniciar el 1992) i festes populars (castells, havaneres, calçotades, tió de Nadal, sardanes, correfoc). L'any 2011 va inaugurar una nova seu amb sala de conferències, biblioteca, secretariat i sala de reunions, situada al número 88 de la Rue de la Semois. Set membres del Centre Català de Luxemburg han rebut el Premi Batista i Roca per part de l'IPECC (Institut de Projecció Exterior de la Cultura Catalana).